# جیمز ساتر
جیمز ساتر (انگلیسی: James Soutter; ۱ ژانویهٔ ۱۸۸۵ – ۸ اوت ۱۹۶۶) ورزشکار دو و میدانی اهل بریتانیا بود.